# ختین
ختین (به صربی: Hetin) یک منطقهٔ مسکونی در صربستان است که در Žitište Municipality واقع شده‌است. ختین ۷۶۳ نفر جمعیت دارد و ۶۵ متر بالاتر از سطح دریا واقع شده‌است.